# 疏毛穗鳞虫
疏毛穗鳞虫（学名：Halosydnopsis pilosa）为多鳞虫科穗鳞虫属的动物。分布于马六甲海峡，包括黄海等海域。